# 강경 덕유정
강경 덕유정은 대한민국 충청남도 논산시 강경읍에 있는 문화재이다. 1992년 10월 28일 논산시의 향토문화유산 제1호로 지정되었다.

## 개요
예부터 이곳에는 활을 쏘던 자리였는데 그 자리에 사정(射亭)을 짓고 덕유정이라 하였다고 한다.

## 참고 자료
- 강경 덕유정 - 논산시 문화관광